# Gilles Viricel
Gilles Viricel (Chazelles-sur-Lyon, 5 de diciembre de 1966) es un jinete francés que compitió en la modalidad de concurso completo. Ganó una medalla de plata en el Campeonato Europeo de Concurso Completo de 2005, en la prueba por equipos.

## Palmarés internacional
| Campeonato Europeo | Campeonato Europeo     | Campeonato Europeo | Campeonato Europeo |
| Año                | Lugar                  | Medalla            | Categoría          |
| ------------------ | ---------------------- | ------------------ | ------------------ |
| 2005               | Blenheim (Reino Unido) | Medalla de plata   | Por equipos        |